# 장쥔

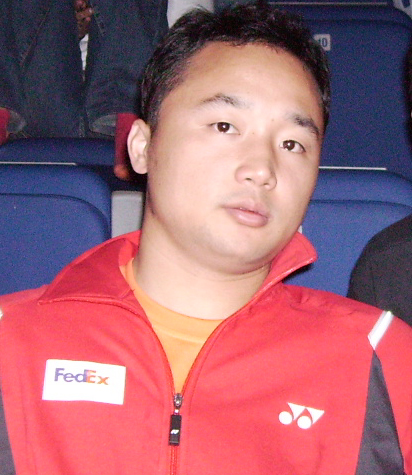

장쥔(중국어 간체자: 张军, 정체자: 張군, 병음: Zhāng Jūn, 1977년 11월 26일 ~ , 장쑤성 쑤저우 시 출생)은 중화인민공화국 출신의 전 남자 배드민턴 선수이다. 국가대표 선수에서 은퇴한 뒤 현재 중국 대표팀의 코치를 맡고 있다.